# Хірургічна рана
Хірургічна рана (операційна, лат. Vulnus operativum, vulnus chirurgicum) — це один із видів ран, спричинений свідомим порушенням цілісності шкірних покривів та видимих слизових з лікувальною чи діагностичною метою, найчастіше із застосуванням загального чи місцевого знеболювання та хірургічного інструментарію в операційній чи перевязувальній кімнатах.
Найважливішою характеристикою такої рани (жаргонізм:розрізу), в побуті, вважають довжину, кількість швів та товщину рубця після загоєння.
В медицині вище вказані фактори не можуть слугувати об'єктивними критеріями оцінки якості лікування х. рани як такої, адже залежно від клінічної ситуації відповідно вибирають довжину розрізу (або при необхідності, збільшують його довжину, глибину), густину накладання швів, вид та методику їх накладання.
Окрім того, сучасна пластична хірургія дозволяє ліквідувати досить успішно таке явище  як "грубий рубець" після операції.